# Абдул-Меджид II
Абдул-Меджид II (осман. عبد المجید ثانى Abdülmecid-i sâni, тур. II. Abdülmecit; 29 травня 1868, Стамбул, Османська імперія — 23 серпня 1944, Париж, Франція) — останній халіф з династії Османів (19 листопада 1922 — 3 березня 1924).

## Біографія
Абдул-Меджид II народився 29 травня 1868 року у палаці Долмабахче у родині султана Абдул-Азіза та його дружини Хайраниділ Кадинефенді. У нього також була рідна сестра Назима. За султана Мехмеда VI, що доводився йому двоюрідним братом, Абдул-Меджид був спадкоємцем престолу.
Після скасування султанату 1 листопада 1922 останній султан Мехмед VI покинув Туреччину і у зв'язку з цим був позбавлений сану халіфа. 19 листопада 1922 Великі національні збори Туреччини обрали Абдул-Меджида халіфом. Абдул-Меджид грав виключно церемоніальну роль релігійного глави і не втручався у політику.
3 березня 1924 у Туреччині було прийнято закон про скасування халіфату і про висилку з країни членів династії Османів. У зв'язку з цим Абдул-Меджид змушений був покинути Туреччину. До смерті залишався головою Імператорського дому династії Османів. Пізніше жив у Франції, помер у Парижі 1944 року. Похований у Медіні.

## Світлини

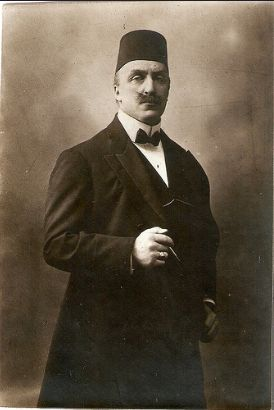
Абдул-Меджид II
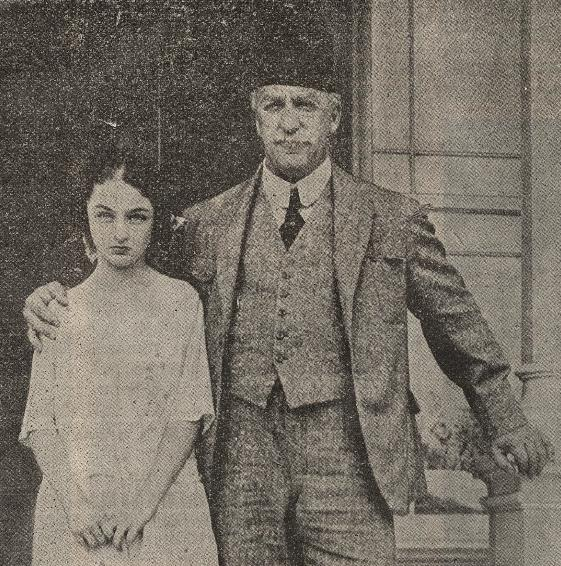
Абдул-Меджид II з донькою Дурру Шехвар-султан (1914-2006)
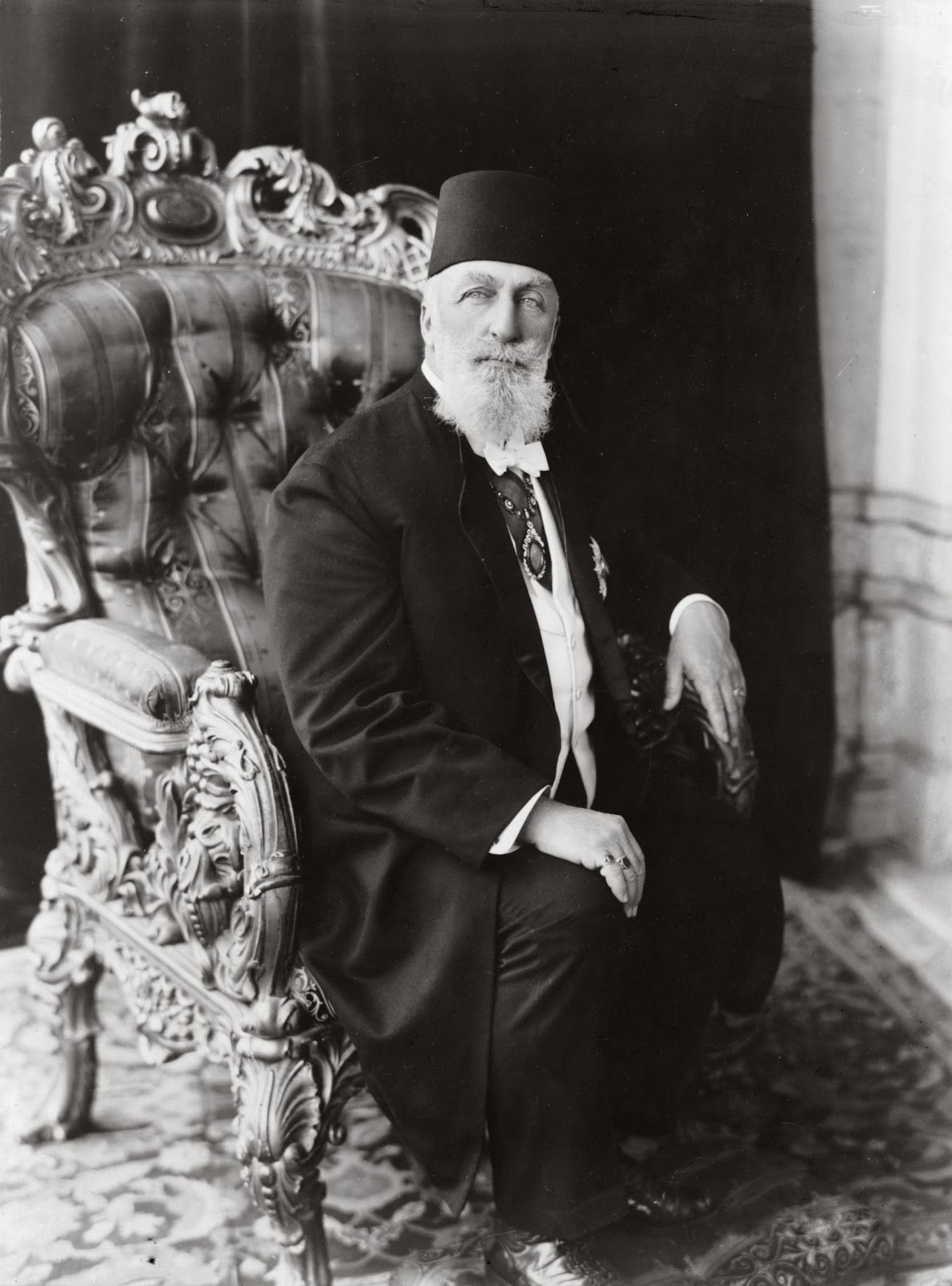
Абдул-Меджид II